# Carlos Diehz
Carlos Diehz (Mexico-Stad, 1971) is een Mexicaans architect en acteur. Hij is vooral bekend van zijn rol als kardinaal Benítez in de film Conclave uit 2024, waarin de politieke en spirituele complexiteit van de verkiezing van een nieuwe paus centraal staat.

## Biografie

### Vroege leven en carrière
Diehz werd geboren in Mexico-Stad en besteedde een groot deel van zijn vroege leven aan de kunsten, waaronder tekenen, schilderen en zingen. Ondanks een interesse in acteren tijdens de middelbare school, aarzelde hij om het na te streven vanwege zijn verlegenheid. Hij werkte meer dan 30 jaar als architect en verhuisde in 2009 naar Canada, waar hij zich vestigde in Vancouver.
In 2020, nadat zijn kinderen waren opgegroeid en het huis uit waren, hervatte Diehz zijn passie voor acteren. Hij schreef zich in voor online workshops tijdens de coronapandemie en trainde onder coaches als Waymon Boone en Jessica Houde. Aanvankelijk overwoog hij acteren als hobby, maar na advies van zijn instructeurs stortte hij zich serieus op het vak.

### Doorbraak metConclave
Diehz's doorbraakrol kwam in Conclave, een pauselijke thriller van Edward Berger. De wereldwijde castingzoektocht, geleid door Nina Gold, culmineerde in Diehz's cast als kardinaal Benitez na een reeks audities in 2022. Nadat Diehz in de film was gecast, werd het personage van Benitez (die gekozen wordt tot paus Innocentius) veranderd van een Filipino in de roman van Robert Harris naar een Mexicaan.
Diehz bracht zijn levenservaring als architect en immigrant in zijn optreden, waarbij hij zich sterk kon identificeren met de waarden van zijn personage: nederigheid en progressiviteit. Tijdens de productie kreeg hij mentorschap van medespelers als Ralph Fiennes en John Lithgow die hem advies gaven over acteertechnieken en het omgaan met podiumvrees. Hij kreeg veel lof voor de unieke persoonlijkheid die hij met zijn rol neerzette.

### Persoonlijk leven
Diehz werkt nog steeds in de architectuur naast zijn acteerloopbaan. In interviews heeft hij de wens uitgesproken om meer acteerkansen te grijpen en inspiratie te putten uit zijn achtergrond en levenservaringen. Buiten zijn werk schildert hij graag en doet hij aan karaoke, waarbij hij vaak liedjes uit de jaren 80 zingt. Diehz is getrouwd.

## Filmografie
- 2024: Conclave - als kardinaal Benitez
- 2022: It Gets Dark Too Early (korte film) - als Chrysanthemum
- 2022: The Vegan Vampire (korte film) - als Diego